# Ashley-Stopperknoten
Der Ashley-Stopperknoten, auch bekannt als Austernfischer-Stopper ist ein dicker Stopperknoten. Er ist praktisch, wenn die Öffnung für den Achtknoten zu groß ist.
Clifford W. Ashley, Autor des Standardwerks „Das Ashley-Buch der Knoten“ und Erfinder dieses Stoppers, sagte über den Knoten, er erzeuge mit weniger Seil als andere Stopperknoten mehr Masse.
Er ist leicht zu binden und hat von der Unterseite gesehen, drei ganz symmetrische Randparten.

## Anwendung
Der Ashley-Stopperknoten wird von Seglern als Stopperknoten am Seilende eingesetzt, wenn andere Stopperknoten zu klein sind. Er hindert ein Seil am Durchrutschen durch ein Loch oder Auge, das bis zu zweimal so groß wie der Seildurchmesser ist.

## Knüpfen

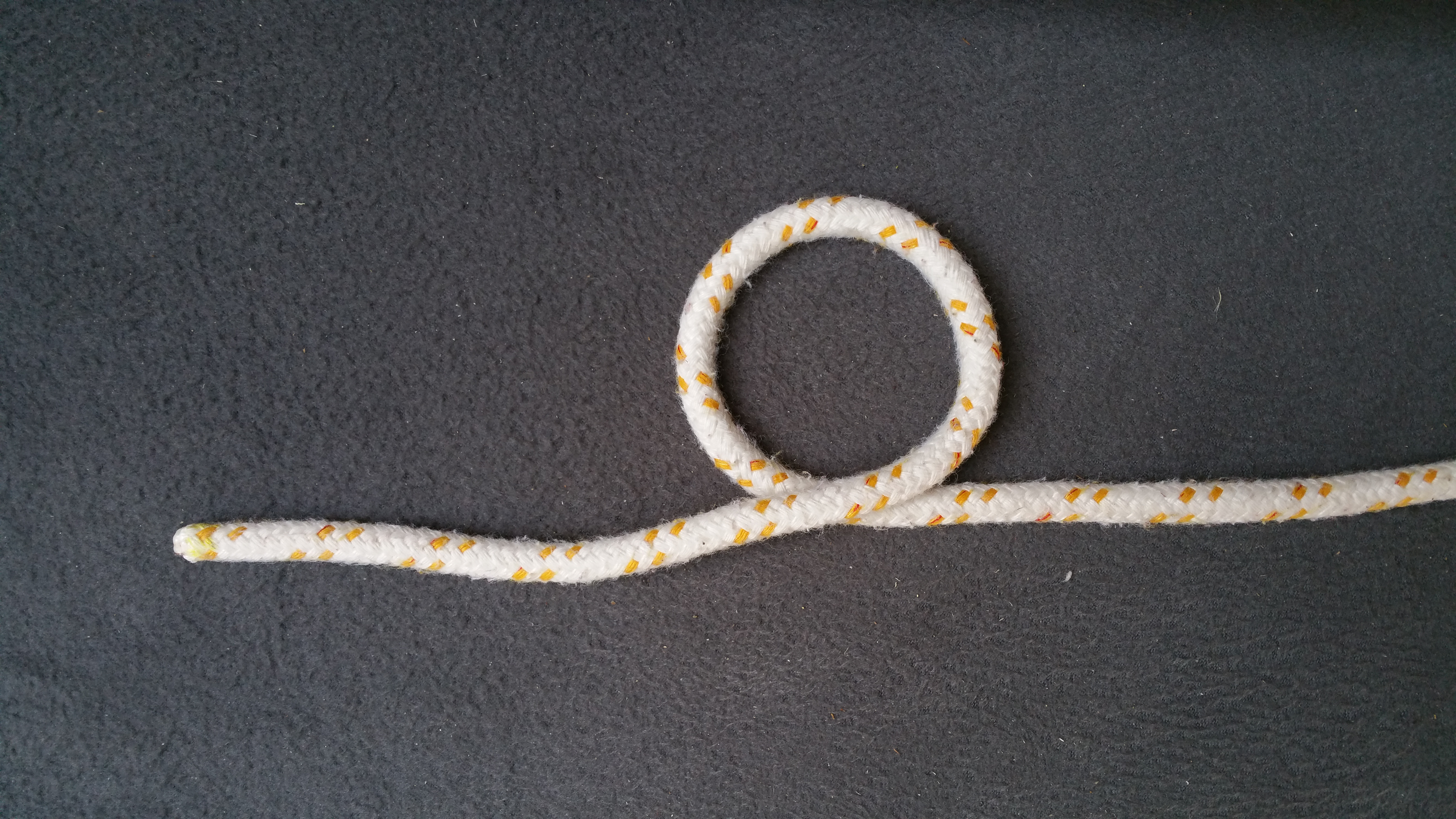
Man legt ein linksgängiges Auge (1). Dieses Auge besteht aus einem linken und einem rechten Halbkreis.
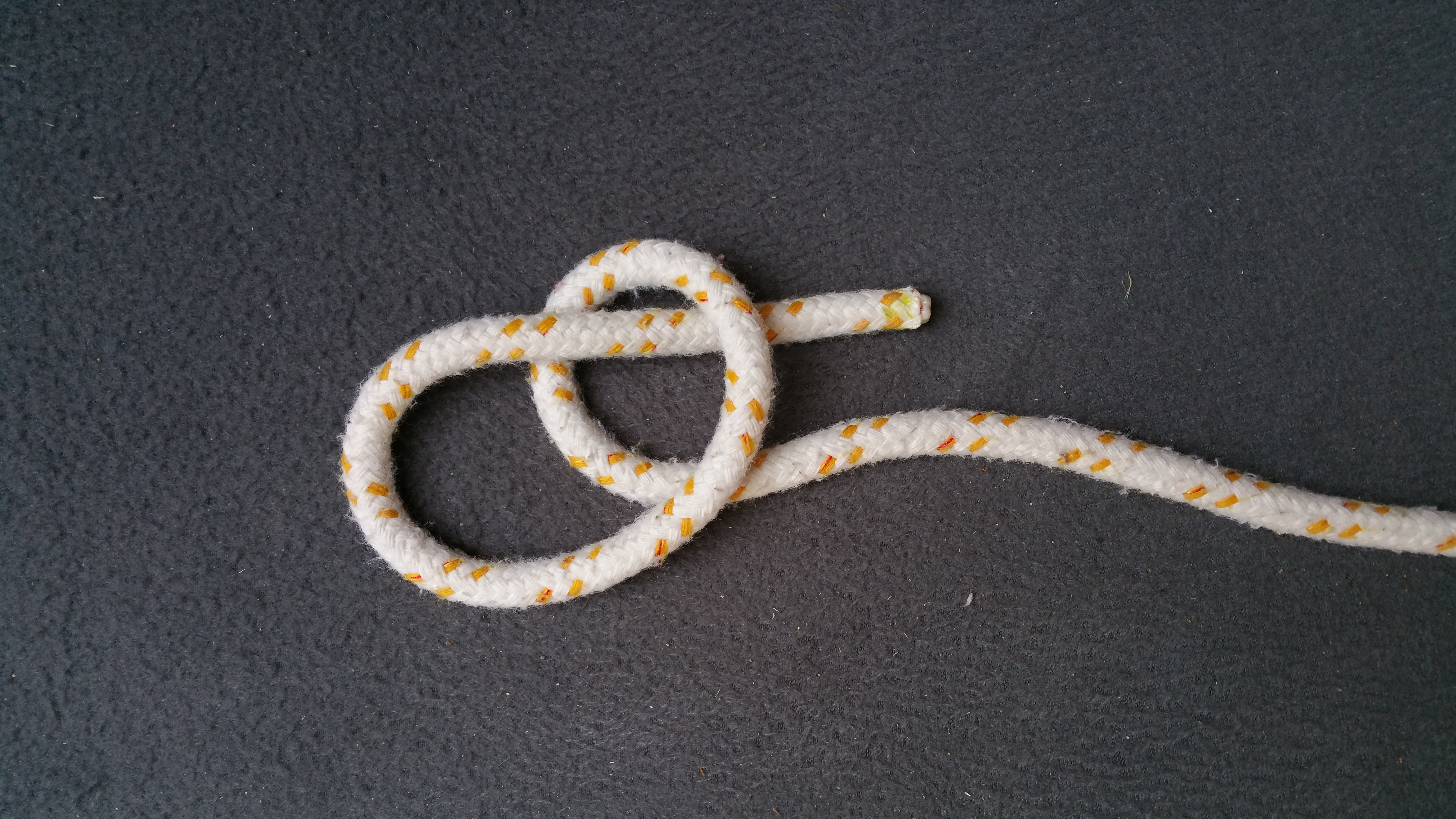
Die lose Part (das lose Seilende) wird wie dargestellt durch das Auge durchgesteckt. Es entsteht eine Bucht.
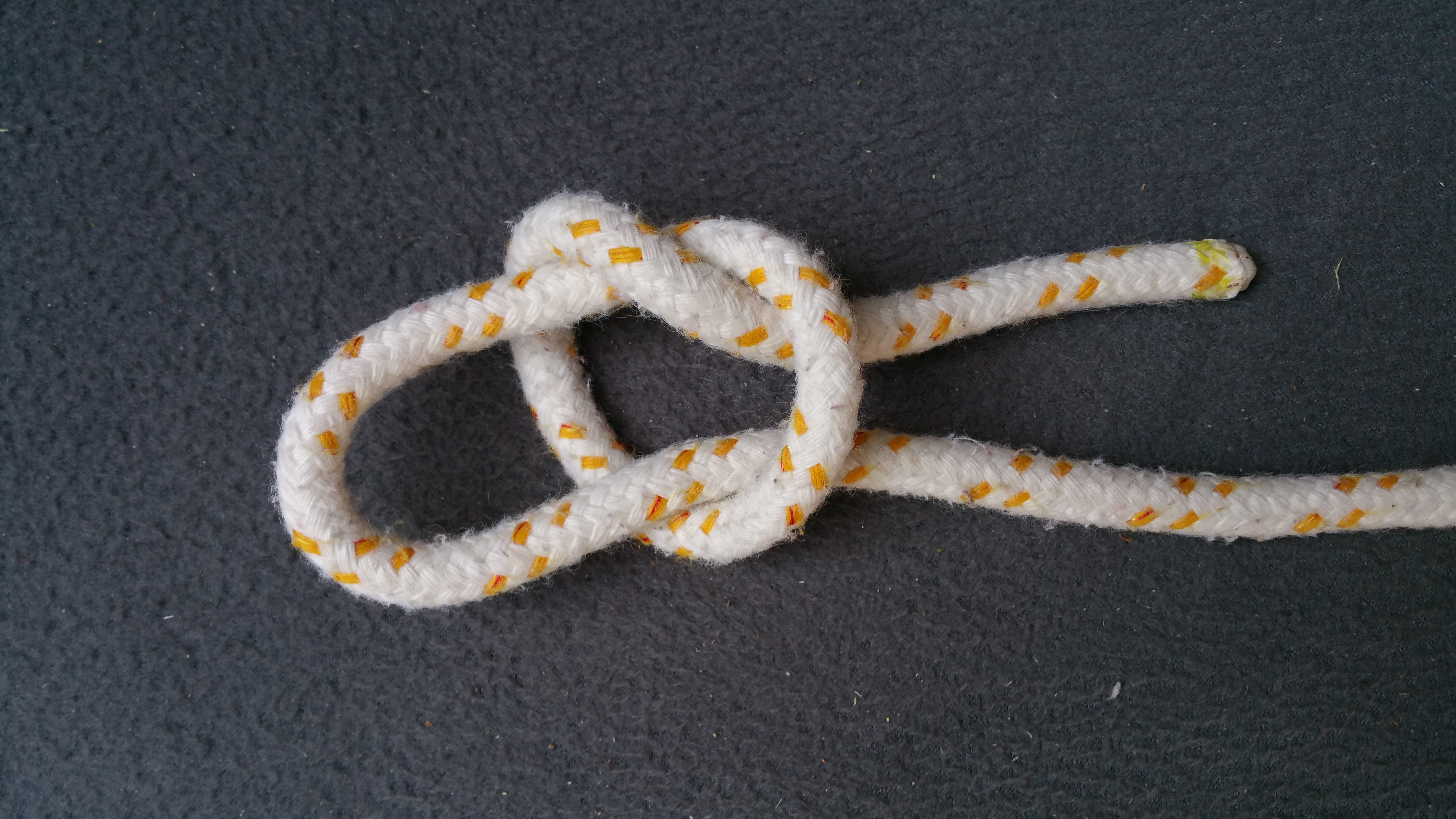
Man zieht den linken Halbkreis des Auges (1) nach links durch die Bucht heraus.
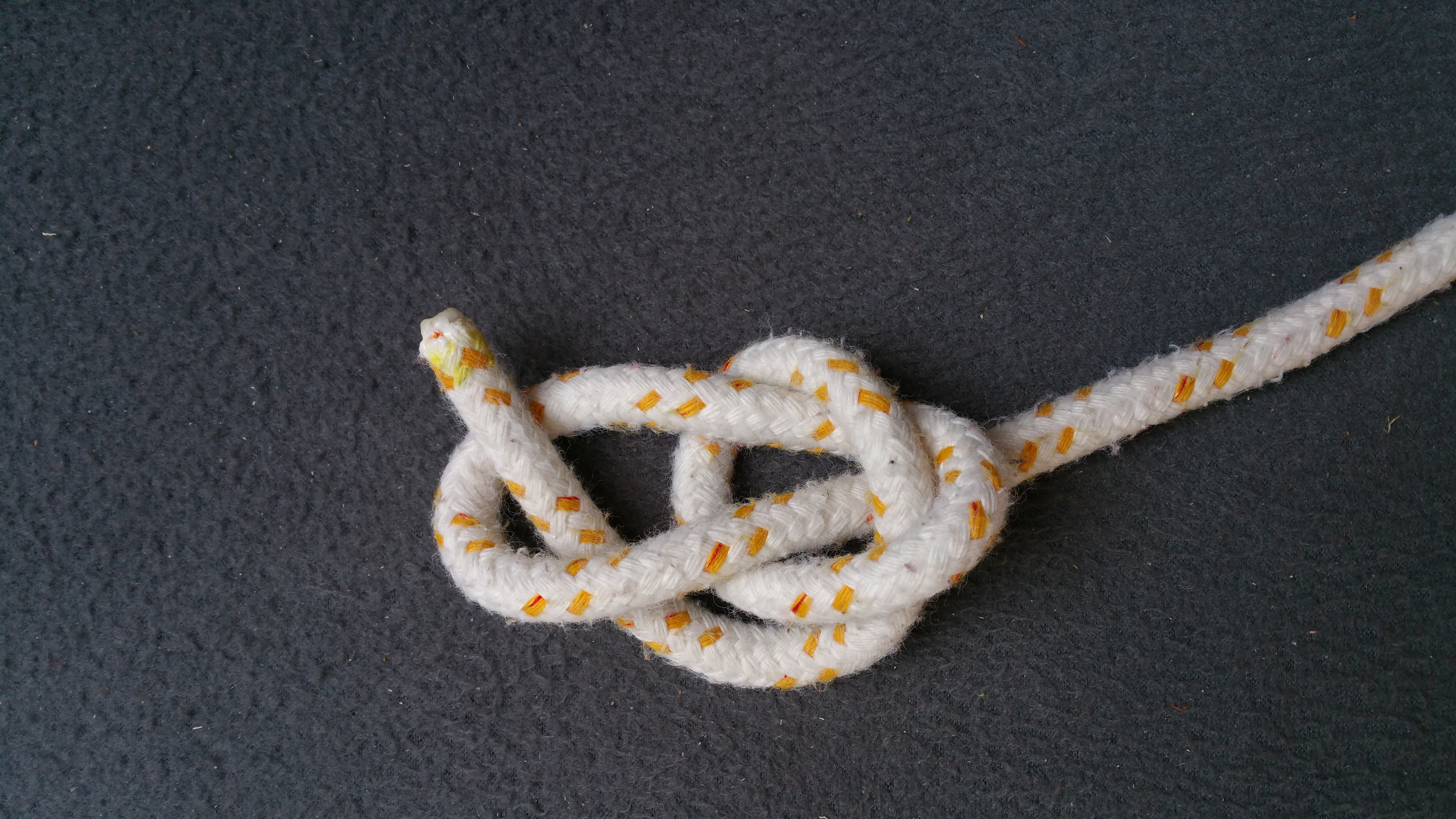
Nun führt man die lose Part über die stehende Part nach unten und führt sie durch die Bucht nach oben.
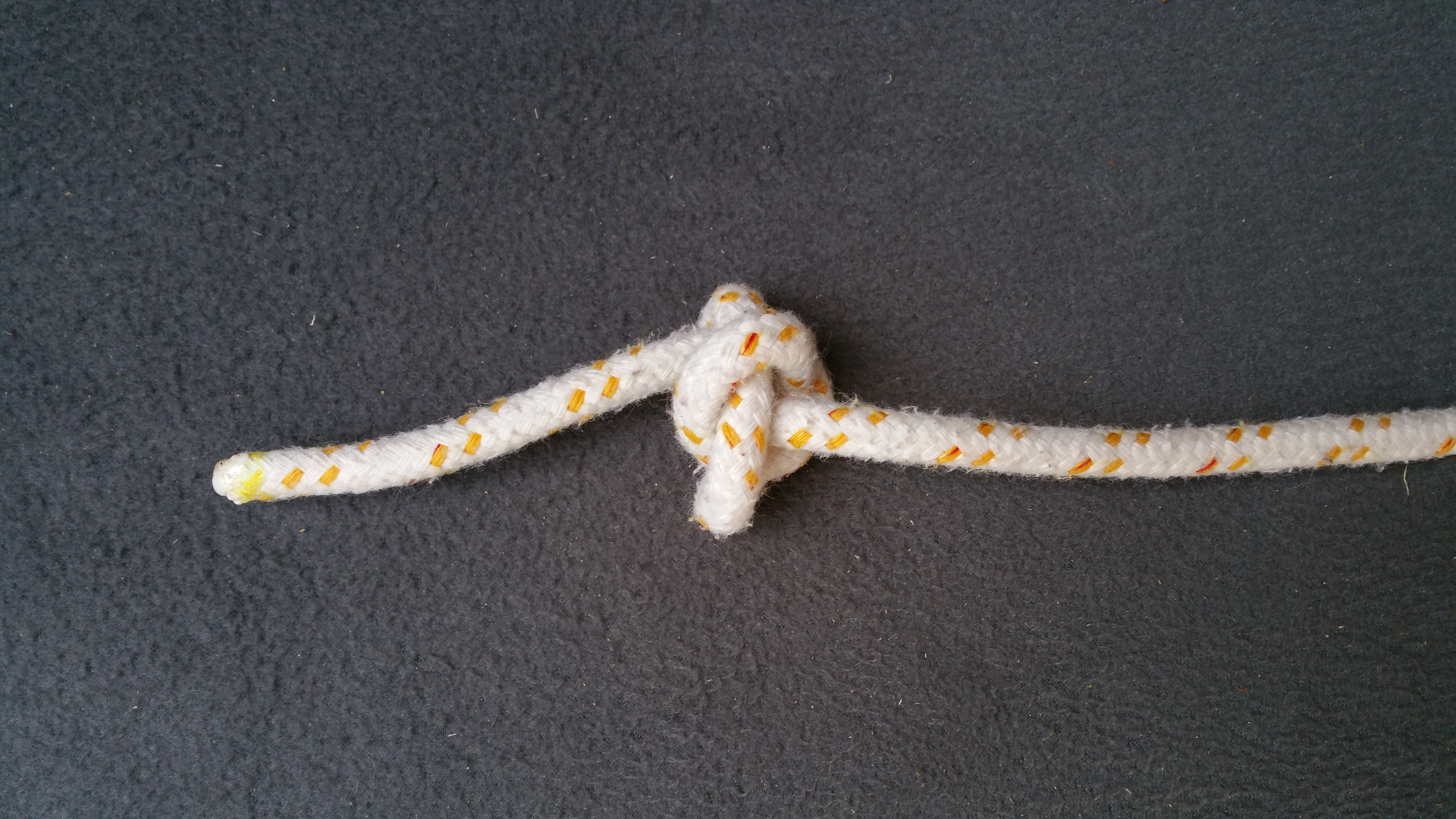
Den Knoten nun zuerst von der losen Part aus zuziehen und anschließend von der stehenden Part. So in Form bringen, dass er symmetrisch ist und die Randparten kleeblattartig auf der Unterseite liegen.
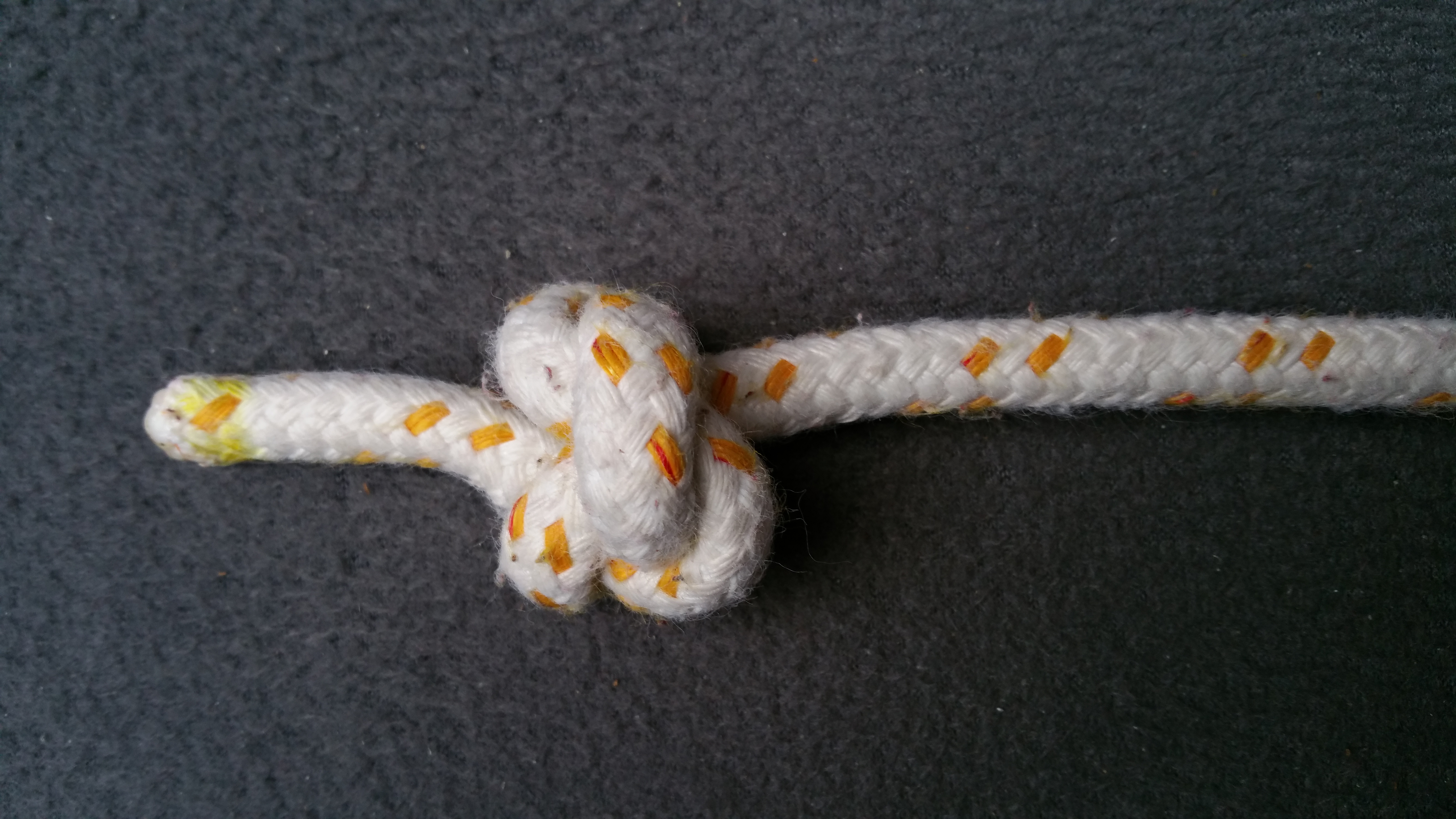
Noch fest zuziehen.

### Alternativen
Der Doppelte Überhandknoten gibt einen kleineren Stopperknoten.
Der Achtknoten lässt sich auch nach starker Belastung leicht wieder lösen.

### Abwandlungen
Der vier- und fünffache Ashley-Stopperknoten.